# Pteris pseudolonchitis
Pteris pseudolonchitis är en kantbräkenväxtart som beskrevs av Jean Baptiste Bory de Saint-Vincent och Carl Ludwig Willdenow. Pteris pseudolonchitis ingår i släktet Pteris och familjen Pteridaceae. Inga underarter finns listade.